# Joachim Zeller
Joachim Zeller (ur. 1 lipca 1952 w Opolu, zm. 2 marca 2023 w Berlinie) – niemiecki polityk, samorządowiec, poseł do Parlamentu Europejskiego VII i VIII kadencji.

## Życiorys
Urodził się w Opolu, w 1959 jego rodzina osiedliła się w Luckenwalde w NRD. Studiował slawistykę na Uniwersytecie Humboldtów w Berlinie (przez dwa semestry kształcił się także na Uniwersytecie Jagiellońskim). Od 1977 do 1992 pozostawał pracownikiem naukowym biblioteki uczelnianej Uniwersytetu Humboldtów.
Od 1992 zatrudniony w administracji miejskiej Berlina. W latach 1996–2006 zajmował stanowisko burmistrza dzielnicy Berlin-Mitte, następnie został zastępcą nowego burmistrza ds. gospodarczych. Wstąpił do Unii Chrześcijańsko-Demokratycznej. Od 2003 do 2005 i ponownie krótko w 2008 pełnił funkcję przewodniczącego struktur tej partii w Berlinie.
W wyborach w 2009 z listy CDU uzyskał mandat posła do Parlamentu Europejskiego VII kadencji. Przystąpił do grupy Europejskiej Partii Ludowej, wszedł w skład Komisji Rozwoju Regionalnego. W 2014 z powodzeniem ubiegał się o europarlamentarną reelekcję, zasiadając w PE do 2019.